# Dan Baou (Tchaké)
Dan Baou ist ein Dorf in der Landgemeinde Tchaké in Niger.

## Geographie
Das von einem traditionellen Ortsvorsteher (chef traditionnel) geleitete Dorf liegt auf einer Höhe von 451 m. Es befindet sich rund 22 Kilometer nördlich des Hauptorts Tchaké der gleichnamigen Landgemeinde, die zum Departement Mayahi in der Region Maradi gehört. Zu den Siedlungen in der näheren Umgebung von Dan Baou zählen Makesso im Südosten und Bouzou Tsougounné im Süden.
Es herrscht das Klima der Sahelzone vor, mit einer durchschnittlichen jährlichen Niederschlagsmenge zwischen 300 und 400 mm. Die Landschaft zwischen den Trockentälern Goulbin Kaba und Tarka, in der sich das Dorf befindet, ist von alten, unbeweglichen Dünen geprägt.

## Bevölkerung
Bei der Volkszählung 2012 hatte Dan Baou 1238 Einwohner, die in 149 Haushalten lebten. Bei der Volkszählung 2001 betrug die Einwohnerzahl 883 in 107 Haushalten und bei der Volkszählung 1988 belief sich die Einwohnerzahl auf 660 in 83 Haushalten.
Die Bevölkerungsdichte in diesem Gebiet ist für nigrische Verhältnisse hoch.

## Wirtschaft und Infrastruktur
In Dan Baou wird ein Wochenmarkt abgehalten. Der Markttag ist Montag. Der Markt wurde nach 1960, dem Jahr der staatlichen Unabhängigkeit Nigers, etabliert. Das Gebiet der Ebenen im südlichen Teil der Region Maradi, in dem sich die Siedlung befindet, ist von einer anhaltenden Degradation der ackerbaulichen Flächen gekennzeichnet, die mit der hohen Bevölkerungsdichte in Zusammenhang steht. Dan Baou liegt an einer traditionellen Route nomadischer Bouzou- und Tuareg-Viehzüchter für die Überwinterung im Norden. Im Dorf ist ein Gesundheitszentrum des Typs Centre de Santé Intégré (CSI) vorhanden. Es gibt eine Schule.